# Pseudo-figlinum

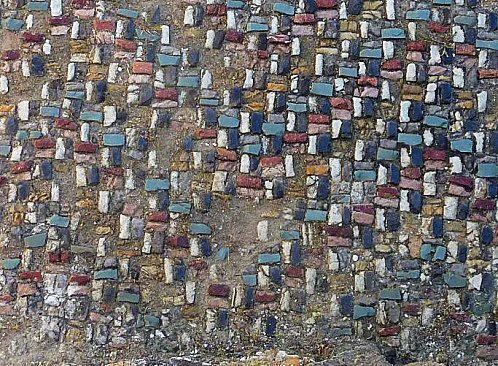
Pseudo-figlinum-mozaïek.

Pseudo-figlinum, ook wel opus pseudo-figlinum "vals pottenbakkerswerk" genoemd, is een Romeinse mozaïektechniek waarbij kleine gekleurde steentjes in een specifiek verband werden gelegd.

## Beschrijving
Dit type mozaïekvloer werd met de opus tessellatum-techniek gelegd; hiervoor werden rechthoekige tesserae in verschillende kleuren, maar allemaal met dezelfde afmetingen gebruikt. De mozaïeksteentjes werden per twee in een vierkant gelegd, afwisselend verticaal en horizontaal. De juxtapositie wekt daardoor de visuele indruk van een vlechtpatroon. De techniek werd "vals pottenbakkerswerk" genoemd omdat natuurstenen, meestal marmeren, tesserae werden gebruikt terwijl "echt" figlinum werd gemaakt van terracotta.

## Vergelijkbaar werk
Opus figlinum was een vloer met vergelijkbaar patroon, maar in plaats van natuurstenen tesserae werden hiervoor keramiekfragmenten gebruikt. Deze techniek werd gebruikt voor vloeren die aan weer en wind werden blootgesteld, terwijl pseudo-figlinum werd gebruikt voor vloeren binnenshuis.